# Martin Weber (calciatore)
Martin Weber (Bargen, 24 ottobre 1957) è un ex calciatore svizzero, di ruolo difensore.

## Palmarès

### Competizioni nazionali
- Campionato svizzero: 1

Young Boys: 1985-1986
- Supercoppa di Svizzera: 1

Young Boys: 1986
- Coppa Svizzera: 1

Young Boys: 1986-1987